# M. J. van Taak
M. J. van Taak (* 19. oder 20. Jahrhundert; † 20. oder 21. Jahrhundert) war ein Polizist und Politiker in Südwestafrika.
Er war Oberstleutnant und arbeitete bei der Eisenbahn-Polizei. Taak war ab Anfang der 1970er Jahre Ratsmitglied der Stadtverwaltung Windhoek. Von 1978 bis 1979 war er Bürgermeister von Windhoek, der heutigen Hauptstadt Namibias. Zu dieser Zeit kamen diverse Anschuldigungen gegen Taak wegen zivilrechtlicher Vergehen an die Öffentlichkeit. So soll er Stadtabgaben und diverse erworbene Produkte nicht bezahlt haben. Seine politischen Gegner forderten seinen Rücktritt.